# André De Wolf (wielrenner)
André De Wolf (Ranst, 14 juli 1952) is een voormalig Belgisch wielrenner die actief was van 1973 tot 1978 en professioneel van 1976 tot 1978.

## Team
- 1976: Carlos Cycles
- 1977: Frisol-Thirion-Gazelle
- 1978: Fragel - Norta

## Successen
- 1974 - 3e van de 2e fase van de DDR-Rundfahrt
- 1974 - 1e van de 4e etappe van de Ronde van Limburg, amateur
- 1975 - 2e in Rond om Düren (Rund um Düren)
- 1975 - 3e in de 9e etappe deel b van de Olympia's Tour
- 1975 - 2e in de Ronde van Turkije
- 1975 - 3e in Coupe Egide Schoeters
- 1975 - 1e in Grote Prijs Affligem